# Camisola poveira

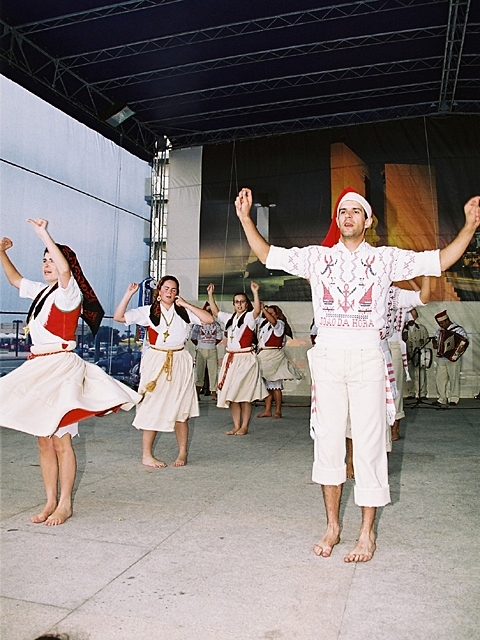
A camisola poveira é usada pelos homens no Rancho Poveiro. É o traje de romaria por excelência, deixando de ser massivamente usada, depois de uma tragédia no mar em 27 de Fevereiro de 1892

A camisola poveira é o traje tradicional da Póvoa de Varzim em Portugal.
Estas camisolas têm motivos marinhos, o brasão da Póvoa de Varzim e de Portugal, e siglas poveiras. As cores utilizadas são três: o branco (a cor da malha), o vermelho e o preto (bordadas sobre a camisola, a ponto de cruz), utilizando motivos marítimos e siglas. As camisolas originalmente poderiam ser brancas, castanhas ou azuis e eram bordadas a ponto de cruz pelas noivas, irmãs ou mães dos pescadores, como sinal de afecto. O remate com o nome ou a sigla poveira eram mais que um registo de propriedade, eram uma dedicatória.

## História
O traje seria de romaria e festas, visto que nas fotografias obrigatórias para a inscrição marítima na Capitania (instalada em 1885), eram muito poucos os pescadores que se apresentavam de camisolas poveiras (camisolas de lã branca bordadas a ponto de cruz). Isto devia-se a que quando a fotografia era tirada, os pescadores estavam com roupa de trabalho, que usariam à semana. Concluindo-se assim que as camisolas não seriam usadas no dia-a-dia, nem em trabalhos pesqueiros. A fotografia mais representativa da camisola poveira e da versão generalizada é a do pescador José da Silva Braga (o Tio Piroqueiro). A sua imagem tem servido de inspiração a fotógrafos, pintores, escultores e a modernos estilistas de moda. A foto estava exposta na Foto Neta no Largo do Café Chinês, local de passagem de banhistas, o que causava admiração e curiosidade entre os forasteiros.
De acordo com os etnógrafos António dos Santos Graça e Maria da Glória Martins da Costa, a autenticidade da camisola poveira não deve ser posta em causa, sendo um traje de festa, autêntico e genuíno dos pescadores da Póvoa de Varzim.
Santos Graça, ao criar o Rancho Poveiro em 1936, escolheu este traje tradicional como símbolo da comunidade poveira. A camisola teve o seu auge de produção nos anos 50, 60 e 70 do século XX muito devido ao impacto do filme Ala-Arriba de Leitão de Barros, tendo entrado em declínio nas décadas seguintes. No período de maior produção, houve exportação para diversos países em todos os continentes, onde o filme foi também exibido.
Em 1955, o professor Fernando Barbosa, apaixonado pela história local, toma posse como vereador e presidente da Comissão municipal de Turismo da Câmara poveira. Barbosa lutou para que os banheiros, durante a época balnear, usassem a camisola poveira que a Câmara ofereceria generosamente. Dessa forma não só seriam facilmente reconhecidos, como fariam uma operação de charme inédita. Os banheiros não aguentaram o traje mais que um ano por ser pesado e de lã, usada em pleno Verão sob sol escaldante.
Hoje em dia, tem-se buscado formas para a modernizar por um lado e por outro manter os saberes tradicionais. Recentemente, o estilista Nuno Gama, apresentou camisolas poveiras em desfiles em Milão, Barcelona e Nova Iorque; havendo outros estilistas interessados no rejuvenescimento deste artesanato.
Em 2021, a camisola ganhou um interesse renovado após uma polémica com a estilista norte-americana Tory Burch, que criou um artigo muito semelhante e o promoveu como produção própria. O incidente ganhou dimensão mediática e, apesar de a empresária ter admitido o erro e retirado o artigo das suas plataformas de venda, o Estado Português interpôs, nos tribunais dos Estados Unidos uma ação judicial, contra a estilista, com um pedido de indemnização pelos danos causados por alegada apropriação abusiva do património local e nacional.
A partir de 9 de setembro de 2022, a Camisola Poveira passou a ser oficialmente um produto certificado e com Indicação Geográfica Protegida.